# Multikolorowanie sumacyjne
Multikolorowanie sumacyjne – jeden z modeli wierzchołkowego multikolorowania grafu. Od klasycznego multikolorowania odróżnia się tym, że optymalizuje się w nim sumę użytych barw (oznaczanych liczbami naturalnymi), a nie ich liczbę. Poszukuje się zatem takiego multikolorowania {\displaystyle \psi ,} dla którego wartość {\displaystyle SMC(G,\psi )=\sum _{v\in V}f_{\psi }(v),} gdzie {\displaystyle f_{\psi }(v)} oznacza największy kolor przypisany wierzchołkowi {\displaystyle v,} jest jak najmniejsza. Gdy wszystkie wagi wierzchołków w grafie wynoszą 1, multikolorowanie sumacyjne nazywa się po prostu kolorowaniem sumacyjnym.
Multikolorowanie sumacyjne ma zastosowanie w szeregowaniu zadań wykonywanych przez systemy wieloprocesorowe. Zwykłe multikolorowanie jest wtedy równoważne zminimalizowaniu czasu koniecznego do ukończenia wszystkich zadań, natomiast sumacyjne pozwala uzyskać jak najmniejszy średni czas ukończenia zadania.

## Modele multikolorowania sumacyjnego

### Z wywłaszczaniem
O multikolorowaniu sumacyjnym z wywłaszczaniem mówi się, jeżeli każdy wierzchołek {\displaystyle v} może otrzymać dowolny zbiór {\displaystyle \omega (v)} kolorów bez dodatkowych warunków.
W kontekście szeregowania zadań oznacza to, że zadania mogą zostać przerwane i dokończone później.
Minimalną sumą multikolorowania z wywłaszczaniem {\displaystyle \psi } grafu {\displaystyle G} nazywa się wartość {\displaystyle pSMC(G)=\min _{\psi }SMC(G,\psi )}.

### Bez wywłaszczania (ciągłe)
W modelu bez wywłaszczania każdy wierzchołek {\displaystyle v} ma przypisany zbiór kolejnych {\displaystyle \omega (v)} kolorów.
Formalnie: multikolorowanie {\displaystyle \psi } jest kolorowaniem bez wywłaszczenia, jeżeli dla każdego wierzchołka {\displaystyle v\in V} kolory mu przypisane (oznaczone przez {\displaystyle c_{1}^{\psi }(v),\dots ,c_{\omega }^{\psi }(v)}) spełniają warunek {\displaystyle c_{i+1}^{\psi }(v)=c_{i}^{\psi }(v)+1} dla {\displaystyle 1\leqslant i<\omega (v).}
W kontekście szeregowania zadań oznacza to, że każde zadanie wykonywane jest bez przerwy aż do jego ukończenia.
Minimalną sumę multikolorowania bez wywłaszczania {\displaystyle \psi } grafu {\displaystyle G} oznacza się przez {\displaystyle npSMC(G)}.

### Grupowe
W modelu grupowym wierzchołki są kolorowane partiami. Każda z nich jest zbiorem niezależnym; zaczyna się kolorować następną, dopiero gdy pokolorowane zostały wszystkie wierzchołki z partii poprzedniej.
Model multikolorowania sumacyjnego grupowego jest rozwiązany przez multikolorowanie ciągłe, jeżeli zbiór wierzchołków grafu może zostać podzielony na {\displaystyle k} rozłącznych zbiorów niezależnych {\displaystyle V=I_{1}\cup \ldots \cup I_{k}} o następujących dwóch własnościach:
1. {\displaystyle c_{1}^{\psi }(v)=c_{1}^{\psi }(v')} dla dowolnych {\displaystyle v,v'\in I_{j},} dla {\displaystyle 1\leqslant j\leqslant k,}
2. {\displaystyle c_{\omega (v)}^{\psi }<c_{1}^{\psi }(v')} dla każdego {\displaystyle v\in I_{j}} oraz {\displaystyle v'\in I_{j+1},} przy {\displaystyle 1\leqslant j<k.}

W kontekście szeregowania zadań oznacza to ukończenie wszystkich zadań związanych ze zbiorem wierzchołków {\displaystyle I_{j},} zanim można rozpocząć którekolwiek zadanie ze zbioru wierzchołków {\displaystyle I_{j+1}} dla dowolnego {\displaystyle 1\leqslant j<k.}
Minimalną sumę multikolorowania grupowego {\displaystyle \psi } grafu {\displaystyle G} oznacza się przez {\displaystyle coSMC(G)}.

## Zależności
Dla każdego grafu {\displaystyle G} zachodzi: {\displaystyle S(G)\leqslant pSMC(G)\leqslant npSMC(G)\leqslant coSMC(G),} gdzie {\displaystyle S(G)=\sum _{v\in V(G)}\omega (v)} jest sumą wag wierzchołków grafu {\displaystyle G.}
Spowodowane jest to następującymi faktami: {\displaystyle S(G)} jest dolnym ograniczeniem dla {\displaystyle SMC} w dowolnym grafie; równość między nimi następuje, gdy graf jest zbiorem niezależnym. Ponadto {\displaystyle coSMC(G)} jest przypadkiem szczególnym {\displaystyle npSMC(G),} a {\displaystyle npSMC(G)} jest przypadkiem szczególnym {\displaystyle pSMC(G)}.